# Änkekejsarinnan Cixi
Änkekejsarinnan Cixi (kinesiska: 慈禧太后; pinyin: Cíxǐtàihòu), född 29 november 1835, död 15 november 1908, var en kinesisk kejserlig konkubin, änkekejsarinna och Kinas de facto ledare under totalt 47 år i slutet av Qingdynastin. Under tidsperioderna 1861 till 1873, 1875 till 1889 och 1898 till sin död 1908 hade Cixi makten över Kina som ställföreträdande regent; de första gångerna som förmyndarregent och den tredje perioden som regent under kejsarens arrest, men var aldrig monark (kejsare).
Cixi förde det medeltida Kina in i den moderna tiden och genomförde många moderniseringsreformer. Hon gjorde stora insatser för att föra Kina närmare västvärlden. Hon var mycket kontroversiell, men är även hyllad som reformator.
Hon blev utvald till kejsar Xianfengs konkubin 1852, och efter kejsarens död 1861 gjorde hon en odramatisk statskupp och tog makten som förmyndarregent åt den tillträdande barnkejsaren Tongzhi, som även var hennes son. Efter att kejsaren gift sig 1873 hade han egen makt över Kina till sin tidiga död 1875. Då tog Cixi åter makten genom att adoptera den nya barnkejsaren Guangxu som hon var förmyndarregent för. 1889 var Guangxu gammal nog att styra riket och Cixi fick träda tillbaka igen. I samband med Första kinesisk-japanska kriget 1894 behövde kejsaren Cixis hjälp, och hon började få viss makt igen. 1898 hade kejsaren en viss inblandning i en mordkomplott mot Cixi som hon lyckades avstyra. Det medförde att hon satte kejsaren i husarrest och hon hade därefter makten över Kina igen som regent fram till sin död 1908. Hon begravdes i Östra Qinggravarna öster om Peking.

## Vägen till makten (1835–1861)

### Uppväxt
Cixi föddes 29 november 1835 i en hutong i Peking. Hon tillhörde den manchuriska klanen Yehonala och hennes stamnamn var Nala. Hennes barndomsnamn är inte känt. Familjen var relativt välbeställd, och Cixis barndom var bra. Hennes far, Huizheng, var avdelningschef på tjänstemannasekretariatet, och blev 1849 guvernör i Mongoliet och senare även guvernör i Anhui. Hon hade ingen formell utbildning, men lärde sig skriva lite på kinesiska. Hon kunde varken tala eller skriva på manchuiska. Cixi var äldst av två döttrar och tre söner.
Efter att den nittonåriga Xianfeng-kejsaren tillträtt tronen 1850 började han söka efter konkubiner. Cixi var en av de utvalda kandidaterna. Inspektionen av kejsaren hölls i Förbjudna staden i mars 1852. Cixi var ingen speciell skönhet men blev utvald för sin goda hållning.

### Tiden som konkubin

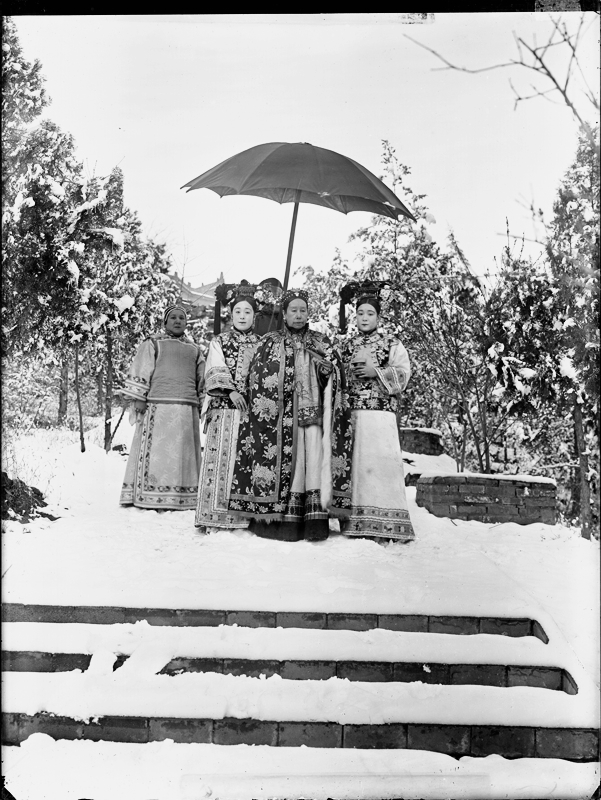
Cixi med sitt följe.

Hon flyttade in i Förbjudna staden 26 juni 1852 som konkubin av sjätte graden på en åttagradig skala och blev tilldelad namnet Lan (兰) ("magnolia" eller "orkidé"). Kejsarinnan Cian blev nära vän med Cixi, och det var sannolikt kejsarinnan som räddade livet på Cixi efter att hon försökt råda kejsaren hur han skulle lösa det pågående Taipingupproret 1853. 1854 blev Cixi upphöjd till konkubin av femte graden, och hon fick då namnet Yi (懿) ("dygdig" eller "exemplarisk").
27 april 1856 födde Cixi kejsarens förstfödda manliga arvtagare. I och med födseln av kronprinsen steg Cixi i rang, och blev nummer två efter kejsarinnan Cian.
När engelsmännen och fransmännen var på väg mot Peking 1860 under Andra opiumkriget flydde kejsaren med hovet inklusive Cixi från Peking upp till sommarresidenset i Chengde där han sedan stannade tills han avled elva månader senare i augusti 1861. Från hans dödsbädd gav han kejsartiteln till hans och Cixis femåriga son Tongzhi, och bildade ett regeringsråd av åtta personer som gemensamt skulle styra landet. Cixi fick efter kejsarens död liksom kejsarinnan Cian titeln änkekejsarinna. Det var också då som hon fick sitt hedersnamn Cixi (慈禧) som betyder "snäll och glädjefull". Eftersom hon bodde i det västra palatset är hon även känd som Västra änkekejsarinnan (西太后). Hon tilltalades senare även med det ärevördiga smeknamnet Gamla Buddha (老佛爺).

### Statskuppen
Änkekejsarinnorna Cian och Cixi bildade direkt efter kejsarens död en politisk allians och började planera för en statskupp. De involverade även den avlidna kejsarens bröder Prins Gong och Prins Chun. Tillsammans fabricerade de falska anklagelser mot de åtta i regeringsrådet, och i november 1861 verkställde de kuppen. Medlemmarna i regeringsrådet dömdes för förräderi och de tre huvudanklagade avrättades. Hela kuppen var odramatisk utan strider och oroligheter. Cixi hade varit den huvudsakligen styrande och drivande under kuppen.
10 november 1861 informerades hela Kina att i den nya barnkejsaren Tongzhis namn avgjordes rikets angelägenheter av änkekejsarinnorna Cixi och Cian vilka kommer att ge order till den Högsta rådgivaren. Cixi hade redan tidigare gett Prins Gong titeln den Högsta rådgivaren. Därefter var det i praktiken Cixi som var Kinas de factoledare.

## Tongzhis förmyndarregent (1861–1873)

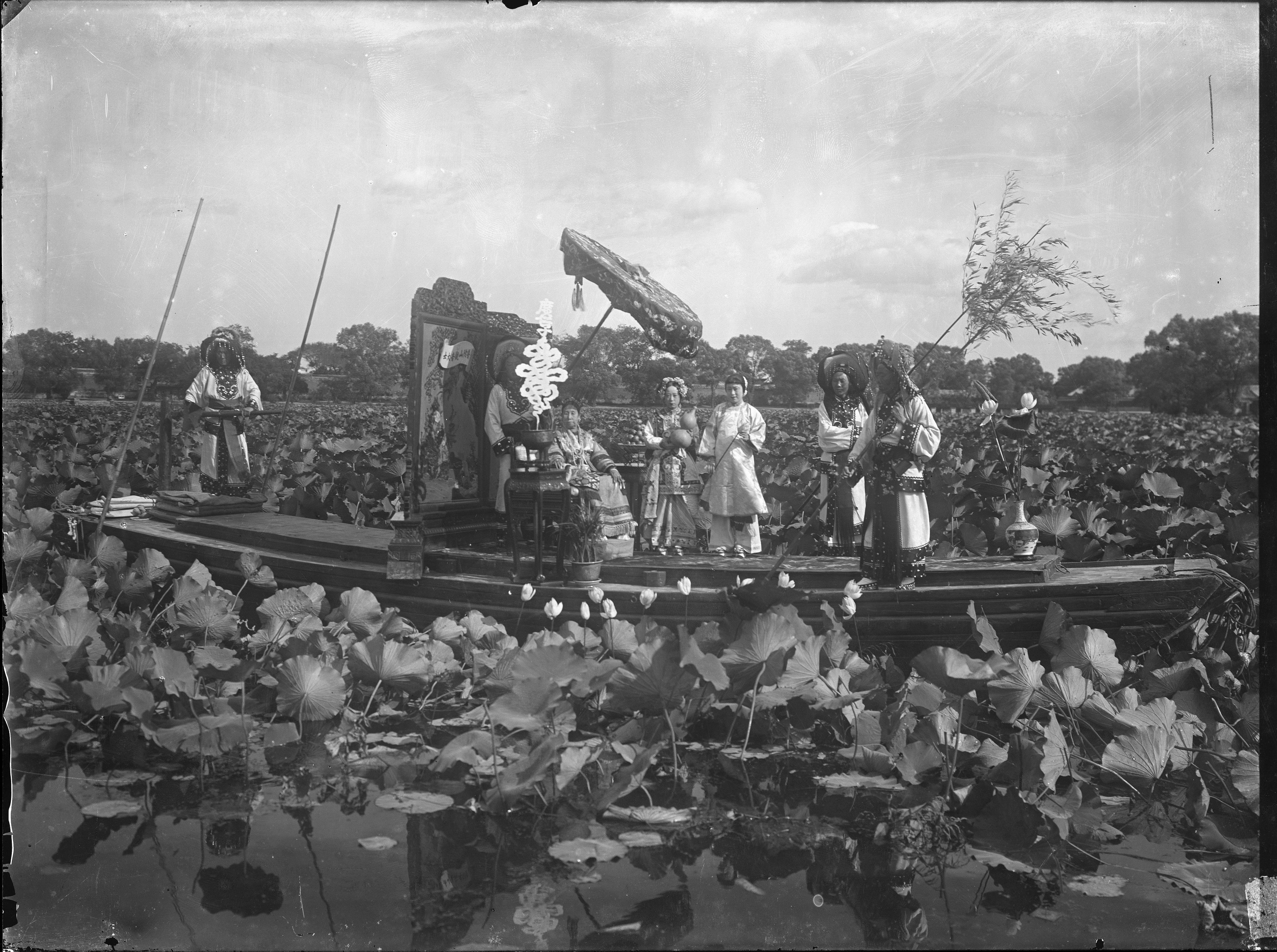
Cixi på en båt i Zhongnanhai.

De båda änkekejsarinnorna styrde riket sida vid sida även om det var Cixi som skötte det politiska och Cian stod för det rent administrativa. Cixi arbetade mycket nära Prins Gong, och många av Cixis beslut togs efter inrådan av prinsen. Barnkejsaren Tongzhi var galjonsfigur för styret. Parallellt med att styra landet ägnade sig Cixi åt studier då hennes position krävde goda språkkunskaper och kännedom om de kinesiska klassikerna. Till skillnad från sin avlidna man såg Cixi fördelar med utrikeshandel och öppnade upp Kinas handelsrelationer med omvärlden. Relationen med västvärlden blev avsevärt förbättrad.
Taipingupproret pågick fortfarande i södra Kina, och Cixi tog hjälp av officerare från Storbritannien och Frankrike för att slå ner upproret. Hon befordrade även hankineser på ett sätt som Qingdynastin inte gjort tidigare. Ett exempel var Zeng Guofan som blev befordrad till markis, och det var just Zeng Guofans arme som slutligen slog ner Taipingupproret 1864 i Nanjing. Bekämpandet av upproret i kombination med stora tullintäkter efter öppnandet av handel med omvärlden gjorde att Kinas ekonomi snabbt förbättrades och gav Cixi stor auktoritet som ledare. Hon tillsatte även britten Robert Hart som generalinspektör för sjötullen, och Harts arbete med modernisering och korruptionsbekämpning bidrog i hög grad till Kinas ekonomiska utveckling.
Cixi såg stor potential att ta hjälp från västvärlden. 1866 inleddes arbetet med uppförandet av en modern flotta, och Cixi anlitade den franska officeren Prosper Giquel för projektet. I mitten på 1860-talet startade även Cixi en kontroversiell reformering av skolan som även skulle lära ut naturvetenskap och använda västerländska metoder. Historiskt under två tusen år var det bara de kinesiska klassikerna som hade lärts ut. Skolan Tongwen Guan grundades i Peking, och Cixi utsåg amerikanen William Alexander Parsons Martin som rektor. Från 1866 började Cixi även skicka kinesiska studenter till västvärlden för att lära och stärka relationer. Den första resan leddes av Binchun som när han kom hem blev Direktör för västerländska studier på Tongwen Guan. 1867 godkände Cixi amerikanen Anson Burlingame som Kinas första ambassadör i väst.
1869 började hovet märka att Cixi inte arbetade lika hårt som vanligt och det var tydligt att hon var kär. Hon hade kommit nära An Dehai som var en av eunuckerna i palatset. Cixi arrangerade något så kontroversiellt som att skicka An Dehai utanför Förbjudna staden med ett följe till Suzhou för att inspektera framtagandet av den framtida kejsarinnans bröllopsklänning. Detta väckte stor uppståndelse och Prins Chun var pådrivande att An Dehai skulle avrättas, vilket han verkställde. Efter att An Dehai halshuggits bröt Cixi ihop och gick in i en djup depression, och moderniseringen av Kina tappade fart.
Inlett av ett upplopp i Tianjin mot utländska kristna 1870 som iscensattes av Prins Chun började missnöjet mot västerlänningar i Kina växa. Cixi hamnade i en svår position där hon dels ville behålla en god relation med västvärlden, men hon var även tvungen att förhålla sig till de starka krafterna kring Prins Chun som ville att Kina skulle hämnas för förstörelsen av Gamla sommarpalatset 1860 och avvisa alla utlänningar från Kina.

## Tongzhis regeringstid (1873–1875)
23 februari 1873 gifte sig den sextonåriga kejsaren Tongzhi med kejsarinnan Xiao-Zhe, och övertog därmed den formella makten över Kina. De båda änkekejsarinnorna fick träda tillbaka och Cixi höll sig inledningsvis passiv, men var bekymrad över sonens initiativlösa sätt att styra landet. I slutet av 1874 insjuknande kejsaren i smittkoppor. Från sin sjuksäng bestämde kejsaren att under tiden till han blev frisk skulle alla rapporter skötas av änkekejsarinnorna, vilket innebar att Cixi hade makten igen. Kejsaren tillfrisknade aldrig utan avled 12 januari 1875. Det förekom (sannolikt falska) anklagelser om att det var Cixi som hade förgiftat honom.
Kejsarinnan Xiao-Zhe begick självmord efter att kejsaren avlidit, och det riktades misstankar mot Cixi för även detta dödsfall. Den avlidna kejsaren hade inte hunnit få någon kronprins, och eventuellt var kejsarinnan gravid. Cixis motiv skulle i sådant fall varit att säkra tronföljden. Efter kejsarens död framförde Cixi att hon och änkekejsarinnan Cian skulle adoptera en son till den avlidna kejsaren, som skulle bli ny kejsare. Cixi utsåg Prins Chuns treåriga son Zaitian till ny kejsare. I och med att Prins Chuns son blev kejsare hade Prins Chun själv förlorat sin politiska roll.

## Guangxus förmyndarregent (1875–1889)

1889 valde Cixi ut och godkände Kinas första nationsflagga "Gula draken" (黄龙旗) baserad på flottans trekantiga flagga.

Cixi var tillbaka vid makten och full av planer på hur moderniseringen av Kina skulle återupptas, och fortsatt öppenhet möt väst. Hon utnämnde Guo Songtao till diplomat i London, och senare även som ambassadör i både Frankrike och England för att lära från väst. För att expandera handeln ytterligare öppnades flera hamnar, huvudsakligen längs Yangtzefloden för internationell handel. 1875 införde Cixi användandet av telegrafen, initialt för att kunna kommunicera med Taiwan som Japan var ute efter. Systemet expanderades även över hela landet. Cixi introducerade elektriciteten i Kina 1888 genom att installerade elektriskt ljus i Zhongnanhai, och snart öppnade flera elbolag. 1889 utfärdade Cixi ett dekret om att bygga Kinas första järnvägslinje mellan Peking och Wuhan. Dock skulle det ta till 1906 innan linjen var färdigställd.
8 april 1881 avled änkekejsarinnan Cian, och Cixi blev ensam härskare. Ännu en gång förekom det anklagelser om att det var Cixi som låg bakom dödsfallet, men hon dog sannolikt av hjärnblödning.
På sommaren 1886 var kejsare Guangxi femton och ansågs gammal nog att styra landet, men Cixi fördröjde maktövertagandet. Kejsaren var mycket besviken och 1888 kunde Cixi inte stå emot hans påtryckningar längre utan accepterade att han skulle få gifta sig följande år och därmed bli formell regent. 4 mars 1889 tog den sjuttonåriga kejsare Guangxu formellt makten över Kina.

## Guangxus regeringstid (1889–1908)

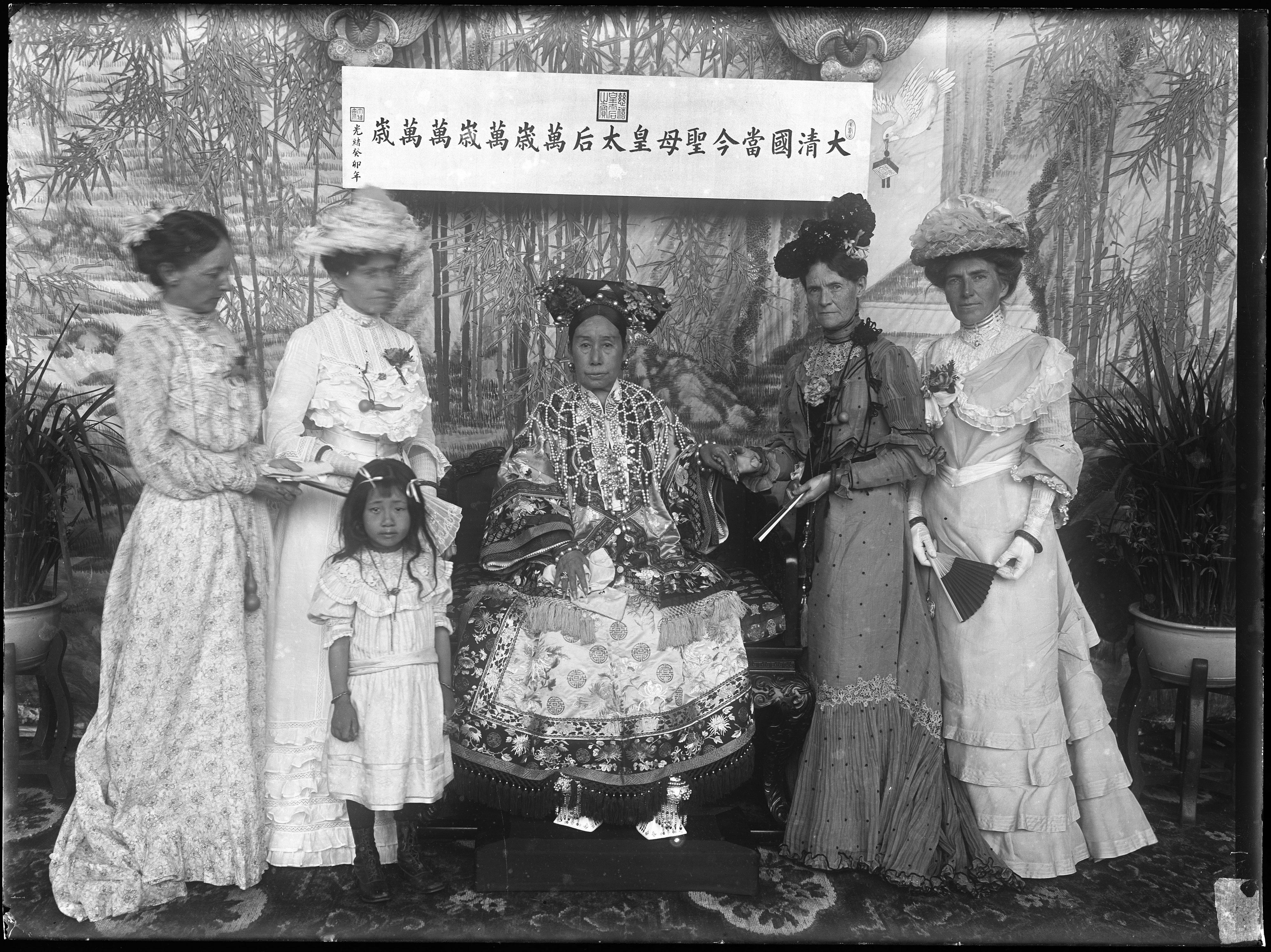
Cixi 1903 tillsammans med den amerikanska ministerfrun Sarah Pike Conger.

Efter att kejsar Guangxi formellt tagit makten drog sig Cixi tillbaka till Sjöpalatset i Zhongnanhai, och relationen med kejsaren var ansträngd efter den försenade maktöverlämningen. Redan innan Guangxi tog makten hade Cixi påbörjat renoveringen av Sommarpalatset och efter maktövertagandet lade hon mycket tid på att färdigställa palatset eftersom hon inte trivdes i Zhongnanhai. I juni 1891 flyttade hon formellt till Sommarpalatset och kom nu ännu längre från maktens centrum i Förbjudna staden. Cixi har kritiserats för att hon använde delar av flottans budget för renoveringen av Sommarpalatset. Det var under hennes tid i Sommarpalatset som hon utbildade sig till målare och kalligraf.

### Kriget med Japan
Första kinesisk-japanska kriget utbröt 1 augusti 1894. Kejsar Guangxi visste inget om krigföring, och efter förlusten vid slaget vid Yalufloden 17 september tvingades han till slut be Cixi om råd. Hon fick flytta tillbaka till Zhongnanhai och var nu tillbaka i politiken efter mer än fem år i Sommarpalatset även om hon bara var "rådgivare" med begränsad tillgång till information. Genom utpressning mot kejsaren accepterade han i november att hon skulle få full tillgång till alla krigsrapporter. När Japan intagit Lüshunkou på Liaodong la de fram extremt dyra villkor för fred. Cixi argumenterade starkt för att villkoren var för orealistiska, och hon föreslog att Kina skulle fortsätta att slåss. Kejsaren var rädd att Japanerna skulle erövra Peking, och valde att gå mot Cixi, och kejsaren accepterade det extremt dyra Shimonosekifördraget.

### Tillbaka mot makten
På sommaren 1895 efter att kriget var över flyttade Cixi tillbaka till Sommarpalatset igen. Hon fick fortsatt tillgång till hovets dokument och kejsaren började att rådfråga henne ibland. Cixi hade även vunnit respekt bland Högsta rådets medlemmar, och kejsaren hade tappat auktoritet. Cixi började få viss makt igen, och fokuserade på att lösa problemet om ett framtida hot från Japan. Hon erbjöd Ryssland att få dra Transsibiriska järnvägen på Kinesiskt territorium i utbyte mot militär hjälp om Japan skulle anfalla. Avtalet undertecknades 3 juni 1896.
I slutet av 1897 började europeiska länder göra anspråk på olika delar av Kinas kust. Tyskland ville ha staden Qingdao som de efter militärt hot fick både kejsaren och Cixi att gå med på. I mars 1898 undertecknades ett arrendeavtal på preliminärt 90 år. Strax efter fick även Ryssland, Storbritannien och Frankrike genom liknande arrenden, och stor del av de kinesiska kuststäderna var under utländsk kontroll.

### Mordkomplotten
Kejsare Guangxi såg att landet var i behov av reformer för att inte gå under och 1898 vände han sig ödmjukt till Cixi för att få hjälp. Tillsammans utformade de Hundradagarsreformen som bland annat innehöll en modernisering av utbildningssystemet och grundandet av Pekinguniversitetet. I samband med lanseringen av Hundradagarsreformen planerade reformatorn Kang Youwei tillsammans med Japan en mordkomplott mot Cixi. Även kejsaren var inblandad. Cixi fick information om planerna och 20 september satte hon kejsaren i husarrest i Zhongnanhai och flera i konspirationen avrättades. Kang Youwei lyckades fly till Japan och Hundradagarsreformen avbröts.
För att undvika turbulens i riket ville inte Cixi avsätta (eller avrätta) kejsaren. Eftersom kejsaren inte hade några barn beslutade Cixi att adoptera en tronarvinge. Valet föll på fjortonåriga Pujun (溥俊) vars far var son till en halvbror till tidigare kejsar Xianfeng vilket gav honom legitimitet att utföra kejserliga plikter.

### Boxarupproret

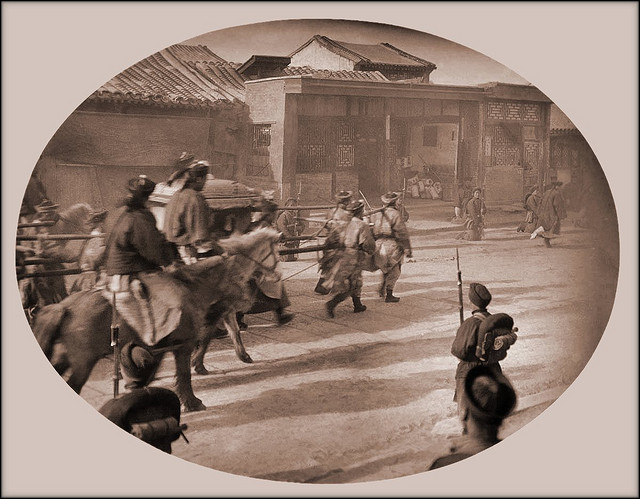
Cixi med sitt hov återvänder till Peking 1902.

Under inledningen av Boxarupproret försökte Cixi stoppa upproren, men de utländska legationerna var inte nöjda med Kinas försvar av dess medborgare och skickade en allierad arme mot Peking. Cixi valde då att använda upprorsmännen för att försvara landet och 21 juni 1900 förklarade hon krig mot den västerländska alliansen. De kinesiska styrkorna hade inget att sätta mot de anfallande, och Peking intogs. 15 augusti flydde Cixi från Förbjudna staden och drygt två månader senare nådde hon Xi'an där hon upprättade ett temporärt hov att styra landet från. Under tiden i exil i satt Cixi på audienserna alltid i en centralt placerad tron som var högre än kejsarens, som fick sitta lägre till vänster om henne. Ämbetsmännen började även hänvisa till henne som "Monarken", vilket annars var en beteckning reserverad för kejsaren. Boxarupproret hade stärkt hennes position.
Hon lämnade Xi'an när Boxarupproret var nerslaget och västerlänningarna lämnat Peking. På vägen hem hade hon även upphävt tronarvingen Pujuns titel, och avisat honom från hovet. Hon återkom till Peking 7 januari 1902 och åkte in i staden genom de södra portarna som tidigare enbart hade använts av landets kejsare.

### Moderniseringsrevolutionen

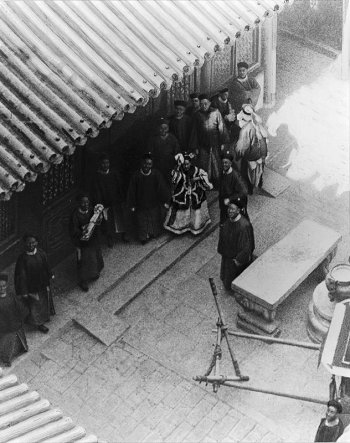
Cixi fotograferad från Pekings stadsmur när hon återkom från exil 1902.

Från att Cixi återinstallerat sig i Peking efter sin tid i Xian återupptog hon sitt stora program att modernisera Kina, och hon genomförde en stor rad reformer. Hon förbjöd fotbindning 1902 och upphävde förbudet mot bröllop mellan hankineser och manchuer.
1905 infördes ett helt nytt utbildningssystem i västerländsk stil och hela det juridiska systemet gjordes om. Cixi avskaffade den extrema avrättningsmetoden Lingchi, och tortyr förbjöds som förhörsmetod. Valutan Yuan, som används än idag infördes. 1907 utfärdade Cixi en föreskrift för kvinnors utbildning vilket offentliggjorde att kvinnor skulle få utbildas, och redan 1905 hade kvinnliga studenter skickats till Japan och USA. Hon införde regler för tidningar av västerländsk och japansk stil vilket gjorde att vem som helt kunde starta en tidning med friheter att föra fram kritik mot landets styre.
1903 lät sig Cixi fotograferas för första gången av fotografen Xunling, och han blev den enda fotograf som hon tillät fotografera henne.
Cixi planerade även att göra om Kinas statsskick till en konstitutionell monarki, och 1905 skickade hon ut en kommission till ett flertal länder, inklusive Sverige, för att studera deras politiska system. 1906 tillkännagav Cixi att hon hade för avsikt att skapa en konstitutionell monarki med ett valt parlament, och i augusti 1908 publicerades ett utkast till den nya konstitutionen med en tidsplan där systemet skulle implementeras fullt ut 1916.

## Död och begravning
Sommaren 1908 började Cixi lida av diarré och hon blev sämre och sämre. Även kejsaren var sjuk och avled 14 november 1908 av arsenikförgiftning, högst sannolikt mördad av Cixi som inte ville riskera att kejsaren överlevde henne. Cixi utsåg kejsarens bror Zaifeng till regent och Zaifengs son Puyi till tronföljare. Den avlidna kejsarens hustru Longyu fick titeln änkekejsarinna. Cixi arbetade hela natten med att skriva den avlidna kejsarens testamente och avled själv dagen efter. I sitt eget testamente framkom det att hennes sista önskan var att kineserna skulle få rösträtt och ett parlament.
Cixi begravdes i Östra Qinggravarna som ligger 115 kilometer nordost om Peking i graven Putuoyu/Östra Dingling, som ligger öster om kejsar Xianfengs grav Dingling och jämte änkekejsarinnan Cian. Cixis grav är konstruerad och utsmyckad väl i klass med kejsarnas gravar.
År 1928 drabbades Cixis grav av gravplundrare som stal smyckena som hon begravdes med. De drog även ut hennes tänder för att leta efter eventuella gömda värdesaker. Den då avsatta kejsaren Puyi arrangerade en ny begravning för Cixi. Cixis grav är öppen ner i det underjordiska palatset för turistbesök.

## Galleri

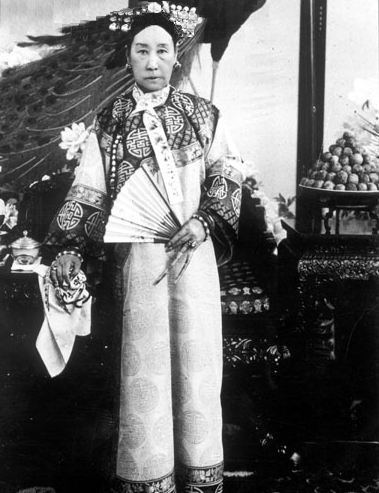
Änkekejsarinnan Cixi.
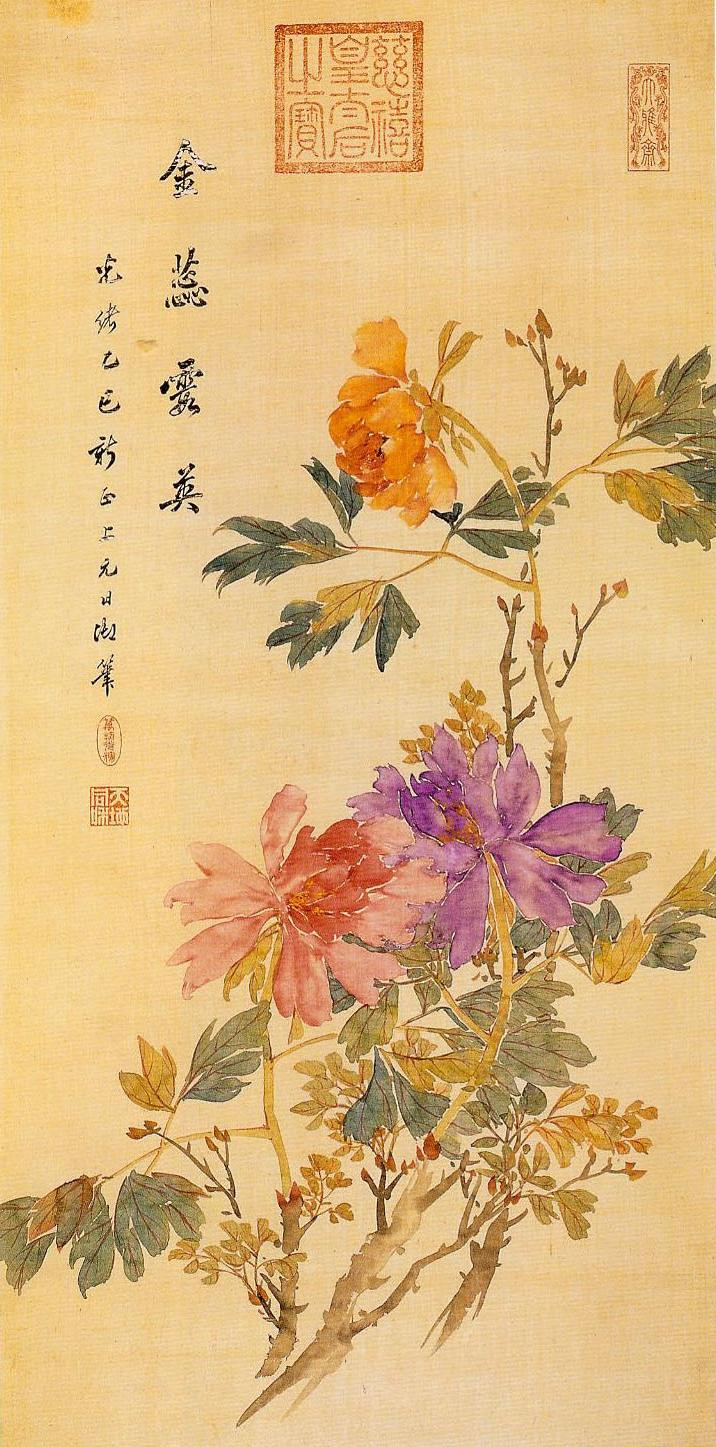
Målning utförd av Cixi.
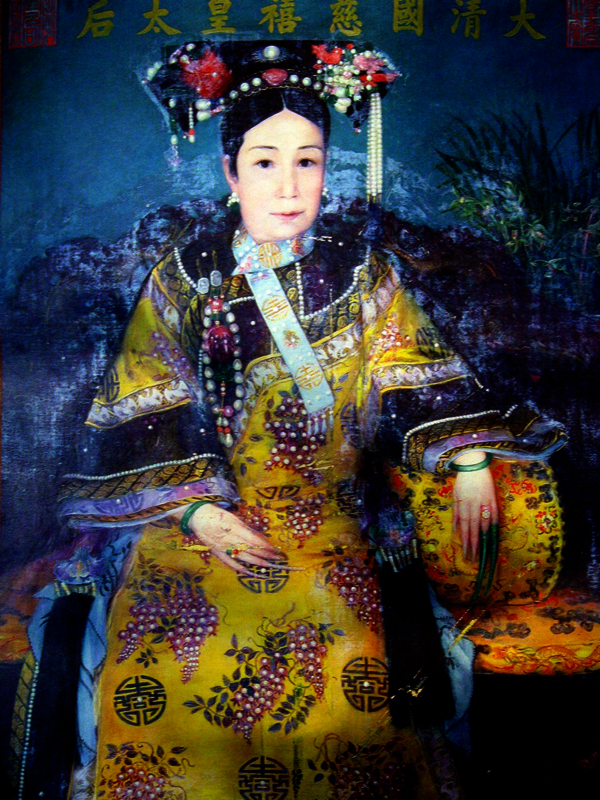
Målning av Cixi utförd 1904 av amerikanskan Katharine Carl.
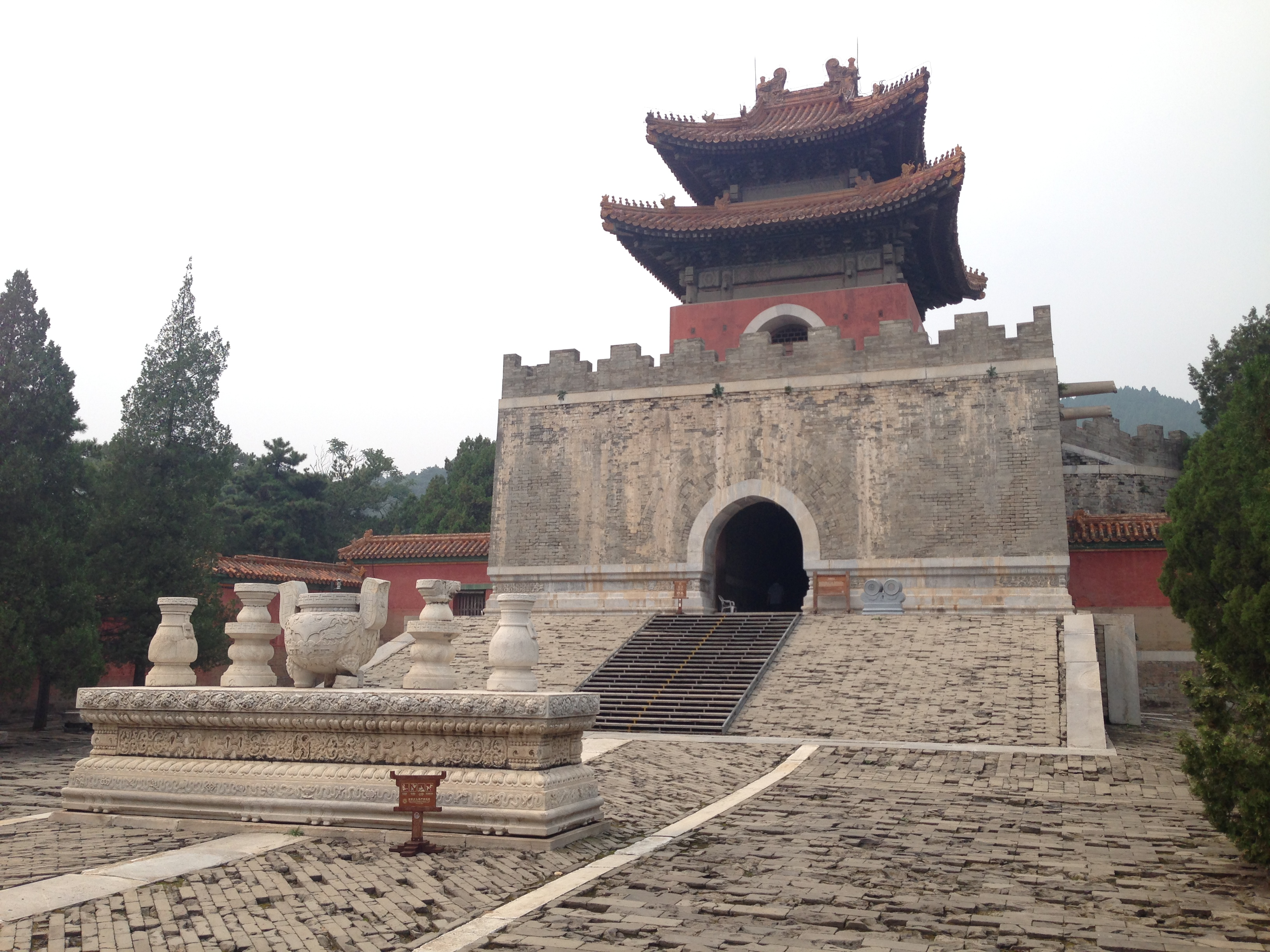
Andetornet i Cixis mausoleum i Östra Qinggravarna (Putuoyu).
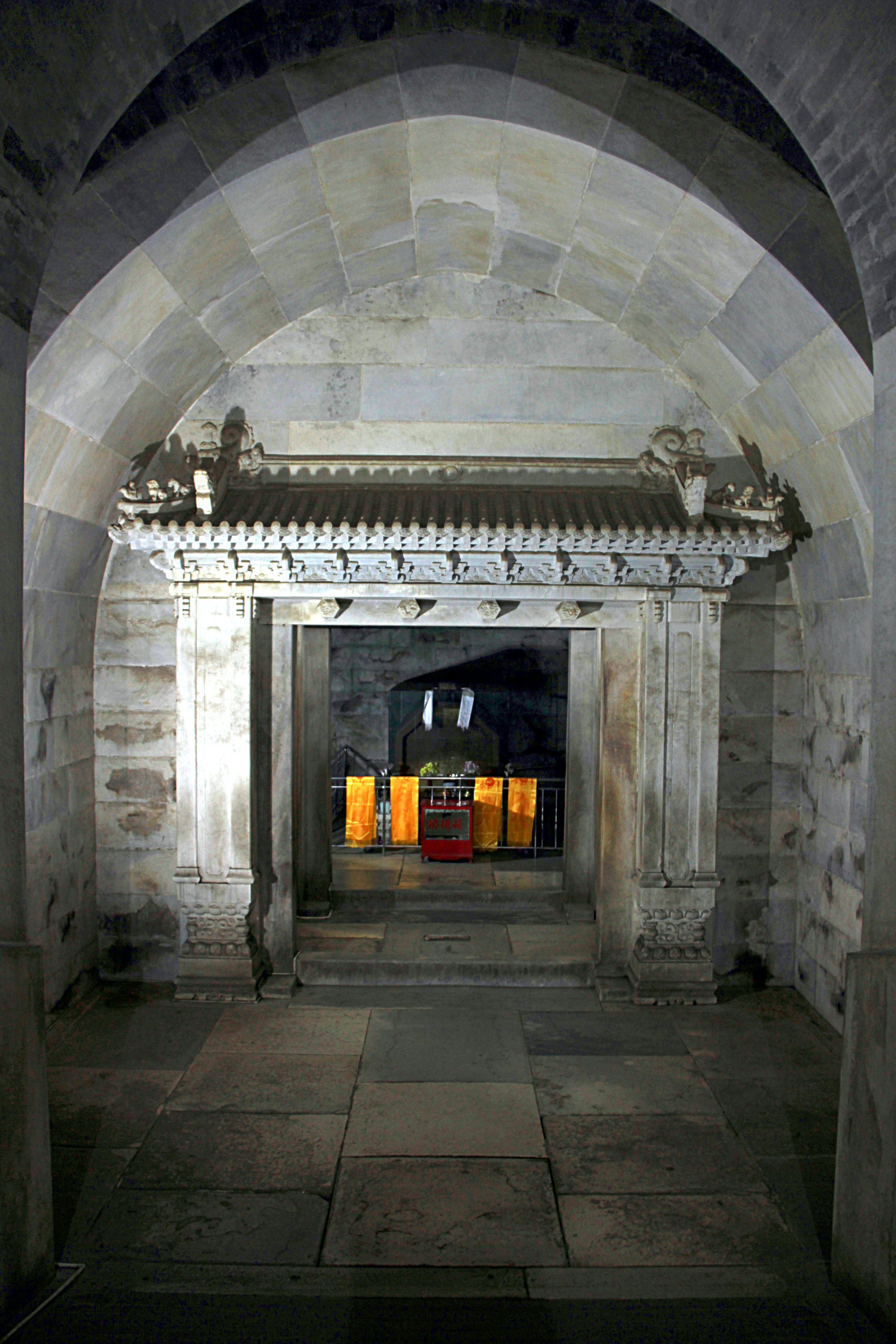
Vägen ner i det underjordiska palatset.
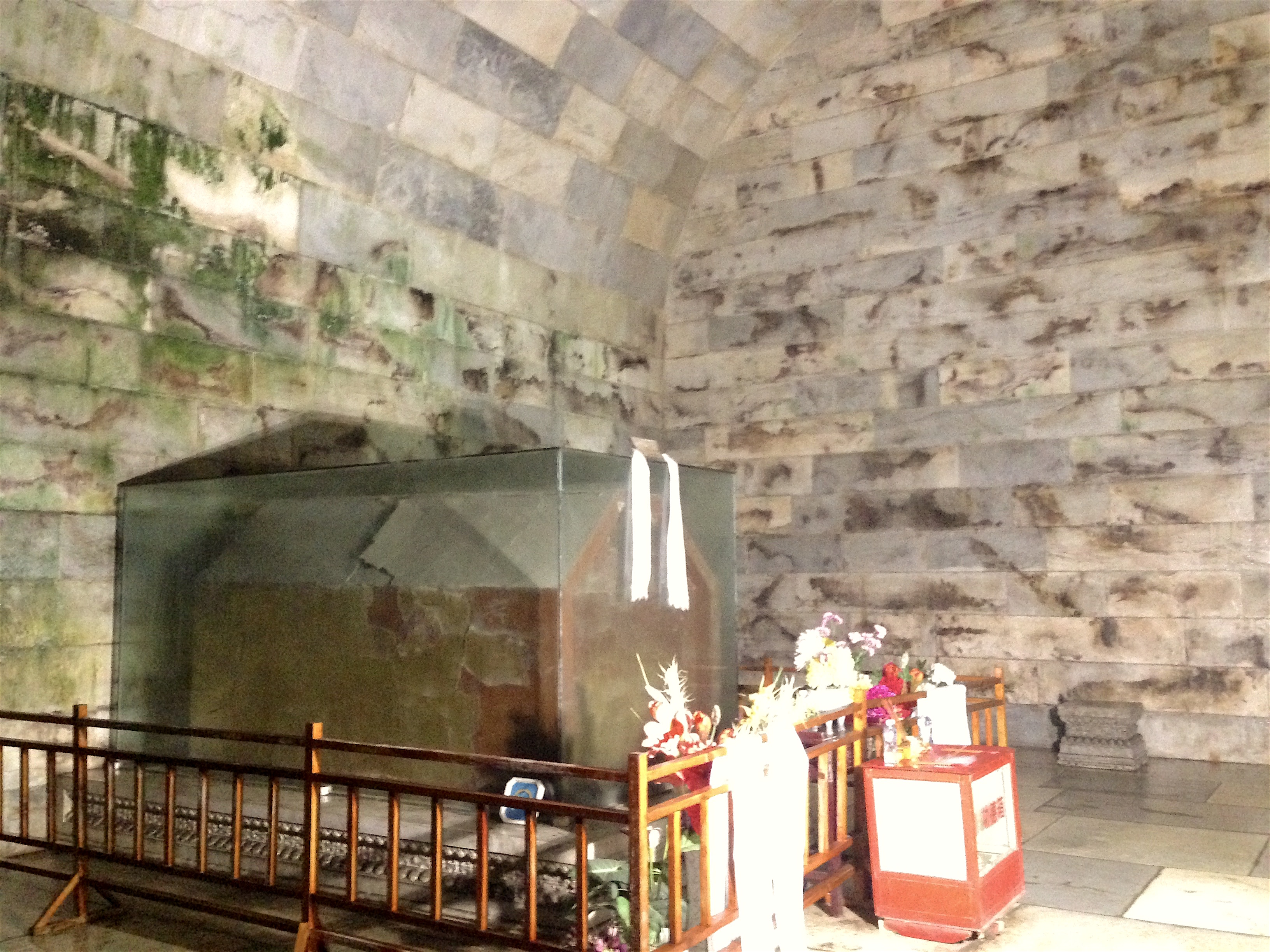
Cixis kista i det underjordiska palatset.